# Neal Maupay
Neal Maupay (Versailles, 14 agosto 1996) è un calciatore francese di origini argentine, attaccante dell'Olympique Marsiglia.

## Carriera

### Club
Nato nel 1996 da padre francese e madre argentina, possiede la cittadinanza di entrambi i paesi dei suoi genitori. Dopo la vittoria con le giovanili del Nizza della Coppa Gambardella, viene passato nella squadra riserve che milita nel CFA 2, ovvero il campionato di quinta divisione. Segna 4 reti, di cui una tripletta, in 3 presenze e viene aggregato alla squadra maggiore.
Il 14 settembre 2012 esordisce in Ligue 1 contro lo Stade Brestois 29 nei minuti finali. Diventa così a 16 anni e 32 giorni il secondo esordiente più giovane nel campionato francese, dopo Laurent Paganelli, ma superato pochi giorni dopo dal suo giovane compagno di squadra Albert Rafetraniaina. Dopo una doppietta con la squadra riserve del Nizza viene riaggregato stabilmente alla squadra maggiore, esordendo anche in Coppa di Lega contro il Lione. È stato soprannominato l'Innominato poiché, vista la giovane età e la mancanza di un contratto da professionista, non può comparire il suo nome sulla maglietta. Sulla spalle del giocatore francese è visibile infatti solo il numero, inizialmente il 33, cambiato con il 18 a seguito dell'aggregazione stabile alla squadra maggiore. Il 15 dicembre 2012 segna la sua prima rete in Ligue 1 contro l'Evian, diventando a 16 anni, 4 mesi e 1 giorno, il secondo marcatore più giovane del campionato francese, dopo Laurent Roussey. L'11 gennaio 2013 firma il suo primo contratto da professionista con il club rossonero. Il 14 aprile 2013, al 23º della partita di CFA 2 contro l'Olympique Marseille, si infortuna gravemente al ginocchio destro, riportando la rottura del legamento crociato.
Il 23 novembre 2013 torna in campo con la squadra riserve, dopo oltre sette mesi, nella partita di CFA contro l'US Le Pontet, subentrando dalla panchina al 58º. Nelle due partite successive di CFA, partendo titolare, segna due gol. Il 5 gennaio 2014 rientra nella lista dei convocati della squadra maggiore per la partita di Coupe de France contro il Nantes, rimanendo in panchina. L'11 gennaio 2014 viene convocato per la partita di Ligue 1 contro il Rennes, ma rimane in panchina. Il 15 gennaio 2014 subentra al 79º nella partita di Coupe de la Ligue persa 4 a 3 contro il Nantes. Il 18 gennaio 2014 gioca la sua prima partita dopo l'infortunio da titolare in Ligue 1 contro l'Ajaccio, venendo sostituito al 56º. Realizza il suo primo goal dopo l'infortunio il 21 gennaio 2014 nella partita di Coupe de France vinta 5 a 4 contro l'Olympique Marseille, segnando il momentaneo 2 a 1.
Il 10 agosto 2015 viene acquistato dal Saint-Étienne per circa 500.000 euro e firma un contratto quadriennale. Il 23 agosto 2015 esordisce con la maglia biancoverde in Ligue 1 nella partita vinta 1 a 0 contro il Lorient, mentre il 27 agosto segna la sua prima presenza in una competizione europea, subentrando dalla panchina nel ritorno dei playoff di Europa League, partita vinta 1 a 0 contro i moldavi del Milsami, che ha qualificato la squadra alla fase a gironi. Prima di essere aggregato stabilmente alla squadra maggiore, gioca tre partite, segnando due gol, con la squadra riserve nel CFA 2, segna il suo unico gol stagionale il 9 aprile decidendo la partita contro il Troyes subentrando a Kévin Monnet-Paquet al 71º e segnando 4 minuti dopo.
Il 20 luglio 2016 passa al Brest in prestito, esordisce il 29 luglio contro l'Ajaccio (finita 0-0), segna il suo primo gol contro Union Sportive Orléans fissando sul definitivo 2-1 per la sua squadra, si ripete segnando per altre tre partite di fila.

### Nazionale
Dopo aver esordito nella nazionale Under-16 ed esserne diventato il capitano, viene convocato nella rappresentativa francese Under-17 per il turno di qualificazione e per il turno élite di qualificazione all'Europeo Under-17 2013, venendo schierato titolare e con la fascia di capitano nelle 6 partite delle due fasi a gironi, durante le quali segna anche due reti, non riuscendo però a raggiungere la qualificazione alla fase finale.
Il 4 marzo 2014 esordisce, partendo dalla panchina, con la nazionale Under 21 nella partita di qualificazione all'europeo Under-21 2015 vinta 1 a 0 contro la Bielorussia.
L'8 ottobre 2014 realizza il suo primo gol all'esordio con la maglia della nazionale Under 19, nella partita di Qualificazione al campionato europeo di calcio Under-19 2015 vinta per 2 a 1 contro la Macedonia. Due giorni dopo, segna la sua seconda rete con l'Under 19 nella vittoria per 6 a 0 contro il Liechtenstein. La sua terza presenza in nazionale coincide con la qualificazione al Turno Elite del Campionato europeo di calcio Under-19 2015, grazie al pareggio a reti bianche contro la Bosnia ed Erzegovina. 
Tra il 26 e il 31 marzo 2015 gioca e vince le tre partite del Turno Elite di qualificazione al Campionato europeo di calcio Under-19 2015, facendo accedere la nazionale francese alla fase finale del torneo.
A luglio partecipa alla fase finale del campionato europeo di calcio Under-19 2015, perdendo in semifinale contro la Spagna.

## Statistiche
Statistiche aggiornate all'17 maggio 2025.
| Stagione         | Squadra          | Campionato       | Campionato | Campionato | Coppe nazionali | Coppe nazionali | Coppe nazionali | Coppe continentali | Coppe continentali | Coppe continentali | Altre coppe | Altre coppe | Altre coppe | Totale | Totale |
| Pres             | Reti             | Comp             | Pres       | Reti       | Comp            | Pres            | Reti            | Comp               | Pres               | Reti               | Comp        | Pres        | Reti        | Pres   | Reti   |
| ---------------- | ---------------- | ---------------- | ---------- | ---------- | --------------- | --------------- | --------------- | ------------------ | ------------------ | ------------------ | ----------- | ----------- | ----------- | ------ | ------ |
| 2012-2013        | Nizza            | L1               | 15         | 3          | CdL+CF          | 2+2             | 0+1             | -                  | -                  | -                  | -           | -           | -           | 19     | 4      |
| 2013-2014        | Nizza            | L1               | 16         | 2          | CdL+CF          | 1+2             | 0+1             | UEL                | 0                  | 0                  | -           | -           | -           | 19     | 3      |
| 2014-2015        | Nizza            | L1               | 13         | 1          | CdL+CF          | 1+1             | 1+0             | -                  | -                  | -                  | -           | -           | -           | 15     | 2      |
| Totale Nizza     | Totale Nizza     | Totale Nizza     | 44         | 6          |                 | 9               | 3               |                    | 0                  | 0                  |             | -           | -           | 53     | 9      |
| 2015-2016        | Saint-Étienne    | L1               | 15         | 1          | CdL+CF          | 4+1             | 2+0             | UEL                | 3                  | 0                  | -           | -           | -           | 23     | 1      |
| 2016-2017        | Brest            | L2               | 28         | 11         | CdL+CF          | 2+2             | 0+2             | -                  | -                  | -                  | -           | -           | -           | 32     | 13     |
| 2017-2018        | Brentford        | FLC              | 42         | 12         | FACup+CdL       | 1+3             | 0+1             | -                  | -                  | -                  | -           | -           | -           | 46     | 13     |
| 2018-2019        | Brentford        | FLC              | 43         | 25         | FACup+CdL       | 4+2             | 3+0             | -                  | -                  | -                  | -           | -           | -           | 49     | 28     |
| 2019-2020        | Brighton         | PL               | 37         | 10         | FACup+CdL       | 1+0             | 0+0             | -                  | -                  | -                  | -           | -           | -           | 38     | 10     |
| 2020-2021        | Brighton         | PL               | 33         | 8          | FACup+CdL       | 2+1             | 0+0             | -                  | -                  | -                  | -           | -           | -           | 36     | 8      |
| 2021-2022        | Brighton         | PL               | 32         | 8          | FACup+CdL       | 2+1             | 1+0             | -                  | -                  | -                  | -           | -           | -           | 35     | 9      |
| Totale Brighton  | Totale Brighton  | Totale Brighton  | 102        | 26         |                 | 7               | 1               |                    | -                  | -                  |             | -           | -           | 116    | 27     |
| 2022-2023        | Everton          | PL               | 29         | 1          | FACup+CdL       | 1+2             | 0               | -                  | -                  | -                  | -           | -           | -           | 32     | 1      |
| 2023-2024        | Brentford        | PL               | 29         | 6          | FACup+CdL       | 2+0             | 2+0             | -                  | -                  | -                  | -           | -           | -           | 31     | 8      |
| Totale Brentford | Totale Brentford | Totale Brentford | 114        | 43         |                 | 12              | 6               |                    | -                  | -                  |             | -           | -           | 126    | 49     |
| 2024-2025        | Marsiglia        | L1               | 22         | 4          | CF              | 2               | 0               | -                  | -                  | -                  | -           | -           | -           | 24     | 4      |
| Totale carriera  | Totale carriera  | Totale carriera  | 354        | 92         |                 | 42              | 14              |                    | 3                  | 0                  |             | -           | -           | 399    | 106    |